# Zjednoczony Sojusz Iracki

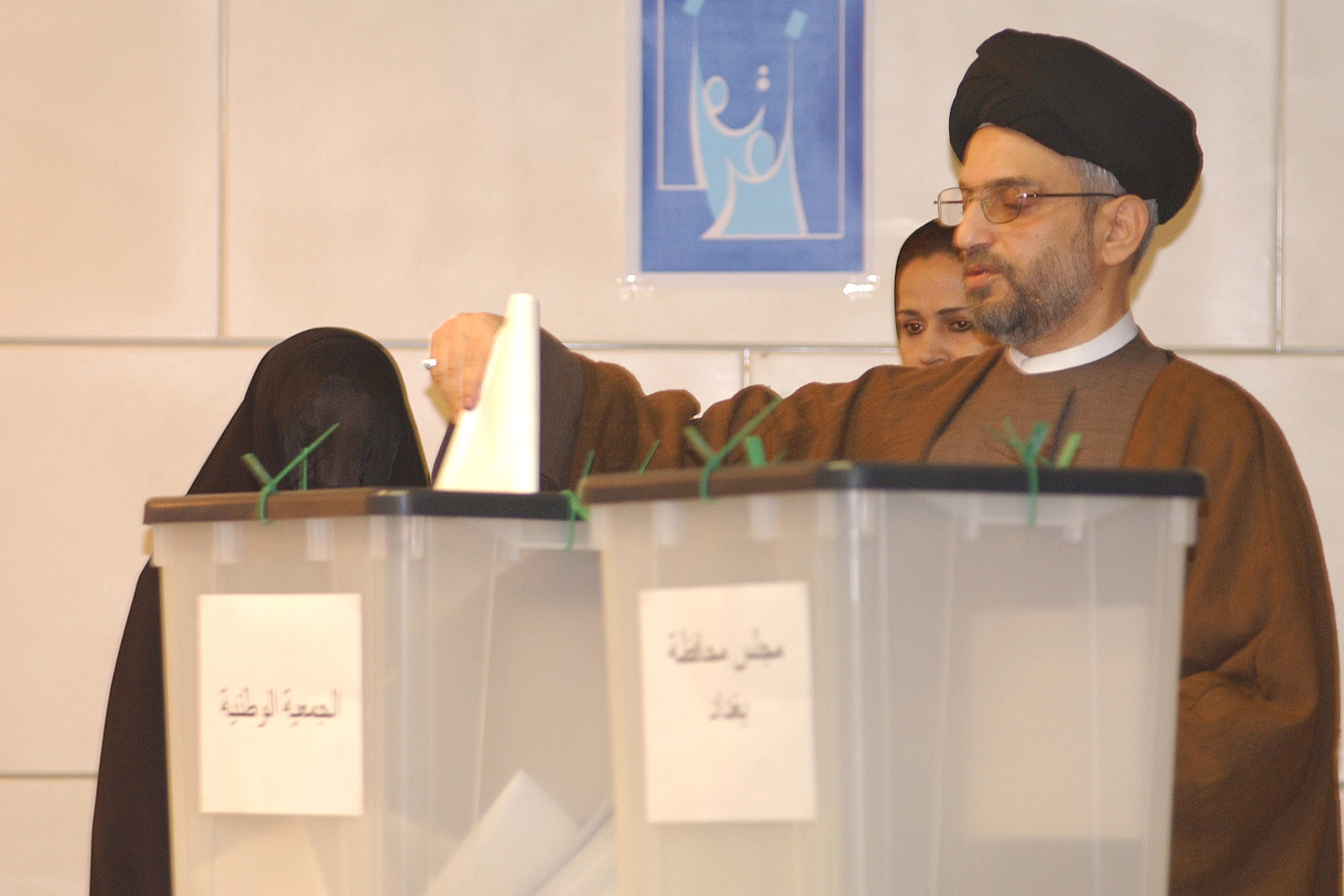
Jeden z liderów Zjednoczonego Sojuszu Irackiego Abd al-Aziz al-Hakim oddaje głos w wyborach parlamentarnych w styczniu 2005

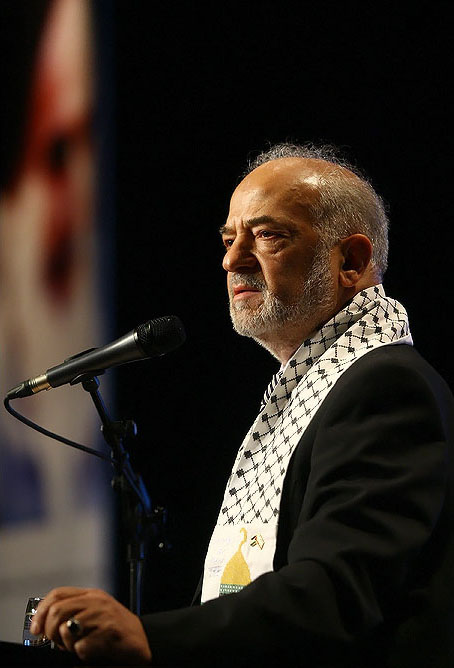
Ibrahim al-Dżafari

Zjednoczony Sojusz Iracki – iracka koalicja wyborcza utworzona przed wyborami parlamentarnymi w Iraku w styczniu 2005. Zrzeszała 20 różnych partii i ugrupowań, spośród których najważniejszą rolę odgrywały szyicka partia Zew Islamu oraz Najwyższa Rada Rewolucji Islamskiej w Iraku.
Koalicja powstała przed wyborami parlamentarnymi w Iraku w styczniu 2005 pod nazwą Iracki Sojusz Narodowy, którą następnie zmieniła na Zjednoczony Sojusz Iracki. Wybory zakończyły się jej sukcesem, która zdobyła najwięcej, 48% głosów, i 140 mandatów w Izbie Reprezentantów liczącej 275 deputowanych. Premierem Iraku został jeden z liderów sojuszu Ibrahim al-Dżafari z partii Zew Islamu. Utworzenie koalicji popierał duchowy przywódca szyitów irackich ajatollah Ali as-Sistani. Po zwycięskich wyborach Zjednoczony Sojusz Iracki zdecydował się na tworzenie koalicyjnego rządu jedności narodowej z udziałem nie tylko szyitów, ale i sunnitów oraz Kurdów. Negocjacje w sprawie utworzenia gabinetu trwały do 27 kwietnia 2005. Wbrew nadziejom al-Dżafariego rząd jedności narodowej nie przyczynił się do budowania narodowej wspólnoty Irakijczyków i niwelowania podziałów religijnych, lecz okazał się nieskuteczny i pogrążony w wewnętrznych sporach.
Przed wyborami parlamentarnymi w grudniu 2005 do koalicji partii dołączyły organizacje popierające Muktadę as-Sadra. Zjednoczony Sojusz Iracki zwyciężył w wyborach parlamentarnych w Iraku w styczniu 2005. Koalicja uzyskała 41,19% głosów i 128 mandatów w Izbie Reprezentantów. Podobnie jak w poprzednich wyborach, zdobyła poparcie głównie irackich szyitów. W niektórych regionach kraju, gdzie żyje ich niewielu, w ogóle nie prowadziła kampanii wyborczej. Zjednoczony Sojusz Iracki głosił hasła jedności narodowej Irakijczyków, wdrożenia w życie nowej konstytucji, wycofania się kierowanej przez Amerykanów koalicji z Iraku, utworzenia irackich władz samorządowych. Obiecywała również walkę z korupcją i antyrządowymi partyzantkami. Ponowne zwycięstwo Sojuszu, którego poprzedni rząd okazał się nieskuteczny, spotkało się z protestami społecznymi. Zwłaszcza w Bagdadzie i na obszarach zamieszkanych w większości przez sunnitów w 2006 miały miejsce manifestacje, podczas których zarzucano politykom koalicji wywarcie wpływu na centralną iracką komisję wyborczą w celu sfałszowania wyników głosowania. Ostatecznie komisja stwierdziła, że podczas głosowania miały miejsce nieprawidłowości, które jednak nie wpłynęły na końcowe rezultaty.
Gorszy wynik Zjednoczonego Sojuszu Irackiego sprawił, że sojusz stracił większość parlamentarną. Utworzenie rządu koalicyjnego z udziałem sunnitów było tym razem dla niego koniecznością. Premierem Iraku został inny polityk Zewu Islamu Nuri al-Maliki. Zjednoczony Sojusz Iracki w latach 2006-2007 coraz bardziej pogrążał się w sporach wewnętrznych między sadrystami, Zewem Islamu i Najwyższą Radą Rewolucji Islamskiej w Iraku.
Przed kolejnymi wyborami parlamentarnymi Zew Islamu opuścił Zjednoczony Sojusz Iracki i wszedł do nowej, utworzonej z inicjatywy al-Malikiego koalicji Państwo Prawa. W mniejszym stopniu odwoływała się ona do haseł religijnych (jedność szyitów irackich), głosząc zamiast tego nacjonalizm iracki. Zjednoczony Sojusz Iracki powrócił do pierwotnej nazwy. W wyborach parlamentarnych w Iraku w 2010 Narodowy Sojusz Iracki zajął trzecie miejsce, zdobywając 18,2% głosów. Wiele z pierwotnego poparcia stracił, gdyż w okresie sprawowania władzy nie odniósł sukcesów ani w walce z korupcją, ani w budowaniu stabilności wewnętrznej Iraku.